# 大科帕尼亞

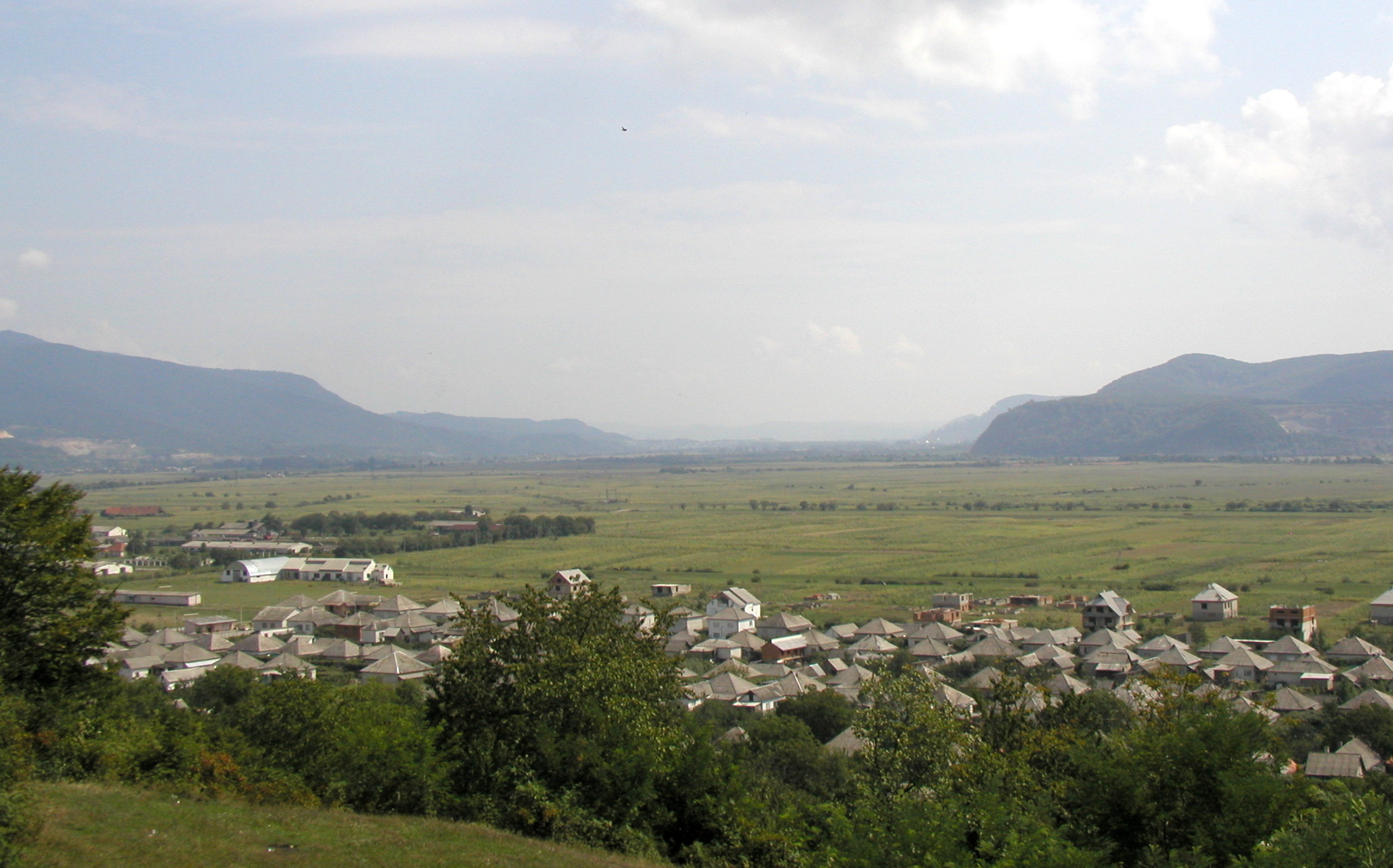

48°11′29″N 23°7′40″E / 48.19139°N 23.12778°E
大科帕尼亞（烏克蘭語：Велика Копаня），是烏克蘭西部的村莊，隸屬外喀爾巴阡州的貝雷霍韋區。該村始建於1430年，面積58.83平方公里，海拔高度146米，2001年人口3,457，人口密度每平方公里59人。